# Bastoncini di incenso
I bastoncini di incenso sono uno dei vari modi in cui è possibile bruciare l'incenso. Solitamente usati come rituale religioso nei templi orientali vengono usati anche come diffusori di sostanze e fragranze gradevoli. Composti da una sottile anima di legno (tradizionalmente bambù) avvolto in polvere di legno, olii essenziali o resine (come l'incenso). La composizione può variare enormemente e dipende dai produttori.
Sono molto diffusi e associati alla pratica religiosa in paesi come Cina, India, Vietnam, Thailandia, Cambogia, Corea e Giappone.